# Schmidt-Gletscher (Ellsworthland)
Der Schmidt-Gletscher ist ein 30 km langer Gletscher im westantarktischen Ellsworthland. In den Pioneer Heights der Heritage Range im Ellsworthgebirge fließt er aus der Umgebung des Hall Peak in nördlicher Richtung entlang der Westseite des Thompson Escarpment und der Gross Hills. Nördlich des Mount Virginia mündet er in den unteren Abschnitt des Splettstoesser-Gletschers.
Eine Mannschaft der University of Minnesota zur Erkundung des Ellsworthgebirges zwischen 1961 und 1962 benannte ihn nach dem Geologen Paul G. Schmidt, der dieser Mannschaft angehörte.